# Brisach (entreprise)
Pour les articles homonymes, voir Brisach.
Brisach Design est une entreprise française spécialisée dans la fabrication et l'installation de cheminées, foyers et inserts, poêles à bois ou à granulés.

## Historique
En 1961, René Brisach crée sa première collection de cheminées à Grenoble. Il développe des méthodes de préfabrication et d'installation rapides de foyers.
Le développement de son affaire le conduit à embaucher du personnel et à envisager d'augmenter la surface de ses ateliers. En 1969, il décide de déménager son entreprise dans le Var, à Sainte-Maxime. Il débute alors son expérience avec une dizaine de concessionnaires chargés de représenter et de commercialiser ses cheminées sur le territoire national.
Le 12 juillet 2004, l'entreprise est reprise par des investisseurs privés dont Michel Bruchon et Thierry Rousseau. En 2009, Thierry Rousseau devient actionnaire majoritaire avec 55 % du capital, après avoir racheté les parts de son associé.
En 2006, la marque devient Brisach, s'affranchissant du prénom René.
En 2013, Brisach compte 115 employés, un site industriel de 35 000 m², un bureau d'études techniques pour la recherche et le développement ayant son laboratoire d'essais. Les cheminées et poêles Brisach sont distribués dans 145 magasins, tenus en franchises par 95 concessionnaires dans toute la France.
Le 2 mai 2016, la société de 89 employés est placée en redressement judiciaire.
Le 8 octobre 2016, l'entreprise est mise en vente. Le 20 octobre 2016 le tribunal de commerce met en délibération la décision de poursuite de l'activité. Le 24 janvier 2017, le tribunal de commerce de Fréjus désigne l'italien MCZ comme repreneur. Le site de production est abandonné et 63 des 89 employés sont licenciés.
En 2017, l'enseigne Brisach est rachetée par un investisseur industriel et devient Brisach Design avec comme actionnaire MCZ Group,.
En mars 2019 le site de Sainte-Maxime est fermé et 18 employés sont licenciés.
Le 1er avril 2019, la société Brisach Design s'implante à Arnas près de Lyon sous la direction de Walter Breda, président et de Jean-François Manevy, directeur général.